# Hercules Bellville
Hercules Bellville (San Diego, 18 juni 1939 - Londen, 21 februari 2009) was een Amerikaans filmproducent.
Bellville groeide op in Engeland, waar zijn vader testpiloot was. Hij studeerde Frans en Spaans in Oxford. In 1963 ontmoette hij Roman Polanski en werkte meer dan 10 jaar samen met hem als producent. Daarna werkte hij voor onder meer Jeremy Thomas, Bernardo Bertolucci en Michelangelo Antonioni. 
Belville was een bekend "dandy" en vrouwenliefhebber. Hij stierf in februari 2009 aan kanker.

## Films
Bellville was producer van:
- The Dreamers (2003)
- Sexy Beast (2000)
- All the Little Animals (1998).
- Blood and Wine (1996)
- Strangers Kiss (1983)
- The Tenant (1976)